# بحر الزراف
بحر الزراف هو مجرى مائي يمر عبر مستنقعات منطقة السُّد في ولاية جونقلي في جنوب السودان. يمتاز هذا المجرى المائي بكثرة الإنحناءات والتعاريج وصعوبة التضاريس.

## المجرى
يتفرع بحر الزراف -في الأراضي الرطبة الجنوبية للسُّد- من بحر الجبل، أحد روافد النيل الأبيض. ويتدفق شمالا لما يقرب من 240 كيلومترا قبل أن ينضم من جديد إلى النيل الأبيض على بعد 56 كيلومترا من مدينة ملكال.